# 恋は遠くから
「恋は遠くから」（こいはとおくから）は、国生さゆりの7枚目のシングル。1987年10月1日に発売。発売元はCBS・ソニー。

## 概要
オーストラリアを舞台にしたフジテレビ系ドラマ『女も男もなぜ懲りない』（共演：中井貴一、柴俊夫など）主題歌。前作「ソレ以上、アレ未満」に続き、2作連続で自身が出演するドラマの主題歌を担当した。

## 制作
作詞・作曲のポール・グレイは「恋はSTIMULATION」「君を夢見て」のヒットで知られるWA WA NEE ワ・ワ・ニーのメンバーで、特に1980年代後半に活躍したオーストラリア在住の音楽家・ソングライター。書き下ろし楽曲に秋元康が日本語詞をつけている。WA WA NEEもセルフカバーを日本限定でシングル・リリースしている。

## メディアでの披露
『ヤングスタジオ101』に出演し、NHK総合テレビジョンではじめて歌を歌った。

## チャート成績
オリコンチャート9位を獲得した。

## 収録曲
全編曲：佐藤準

### 7インチ・レコード

#### SIDE A
1. 恋は遠くから
作詞・作曲：ポール･グレイ、日本語詞：秋元康

#### SIDE B
1. コルドンブルー・ジェラシー風味
作詞：谷穂ちろる、作曲：小森田実

### シングルカセット

#### SIDE A
1. 恋は遠くから（歌入り）
2. 恋は遠くから（カラオケ）

#### SIDE B
1. コルドンブルー・ジェラシー風味（歌入り）
2. コルドンブルー・ジェラシー風味（カラオケ）

## 収録アルバム
- GOLDEN☆BEST 国生さゆり SINGLES
- SUMMERSNOW（「恋は遠くから」 -1988年6月発売の3枚目のアルバム）
- 国生さゆり ベスト･コレクション（「恋は遠くから」）